# Andzsó
Andzsó (Anjō, 安城市; -shi) város az Aicsi prefektúrában, Japánban.
Egy 2003-as népszámlálás alapján a város lakossága 164 043 fő, népsűrűsége 1907,25 fő/km². Teljes területe 86,01 km².
A várost 1952. május 5-én alapították.
A Makita cég székhelye.

## Népesség
| Lakosok száma | 178 691 | 184 140 | 188 801 |
|               | 2010    | 2015    | 2021    |

## Testvérvárosok
- Huntington Beach, USA
- Hobsons Bay, Ausztrália